# フランソワ＝セラフィン・デルペシュ
フランソワ＝セラフィン・デルペシュ（François-Séraphin Delpech、1778年 - 1825年4月25日）は、フランスの美術評論家、版画家である。フランス第一帝政期に活動した版画家で、歴史上の人物や、同時代の人物の肖像版画を出版したことで知られている。

## 略歴
パリ16区のシャイヨ地区 (Quartier de Chaillot)で生まれた。はじめ文芸誌、『メルキュール・ド・フランス』の美術評論家として働いた後、パリのヴォルテール通りに版画店を開いた。この店を描いた版画を後にカルル・ヴェルネが制作している。
1819年に版画家としてマリ＝フィリップ・クーパン・ド・ラ・クーペリー（1773-1851）を雇い、「フランスの画家による版画集（Album lithographique ou recueil de dessins sur pierre, par des artistes français）」を出版し、肖像版画家として成功した。版画家のベリアール（Zéphirin Belliard: 1798-1871）や画家のルイ＝レオポルド・ボワイー（1761-1845）とも仕事をしたとされる。デルペシュの出版社は、88枚以上の多色刷り版画を掲載した版画集『1200年から1820年までのフランス王政の民間および軍用の衣装（Costumes civils et militaires de la monarchie française depuis 1200 jusqu’à 1820）』の出版によって全国的に有名になった。
ランソワ＝セラフィン・デルペシュは1825年に胸の疾患によってパリで亡くなったが、デルペシュの出版社は未亡人の指揮で、1823年からにデルペシュが制作を始めた200枚の肖像画からなる『同時代の図像（Iconographie des contemporains ）』（1832年出版）などの出版活動を続けた。

## 作品

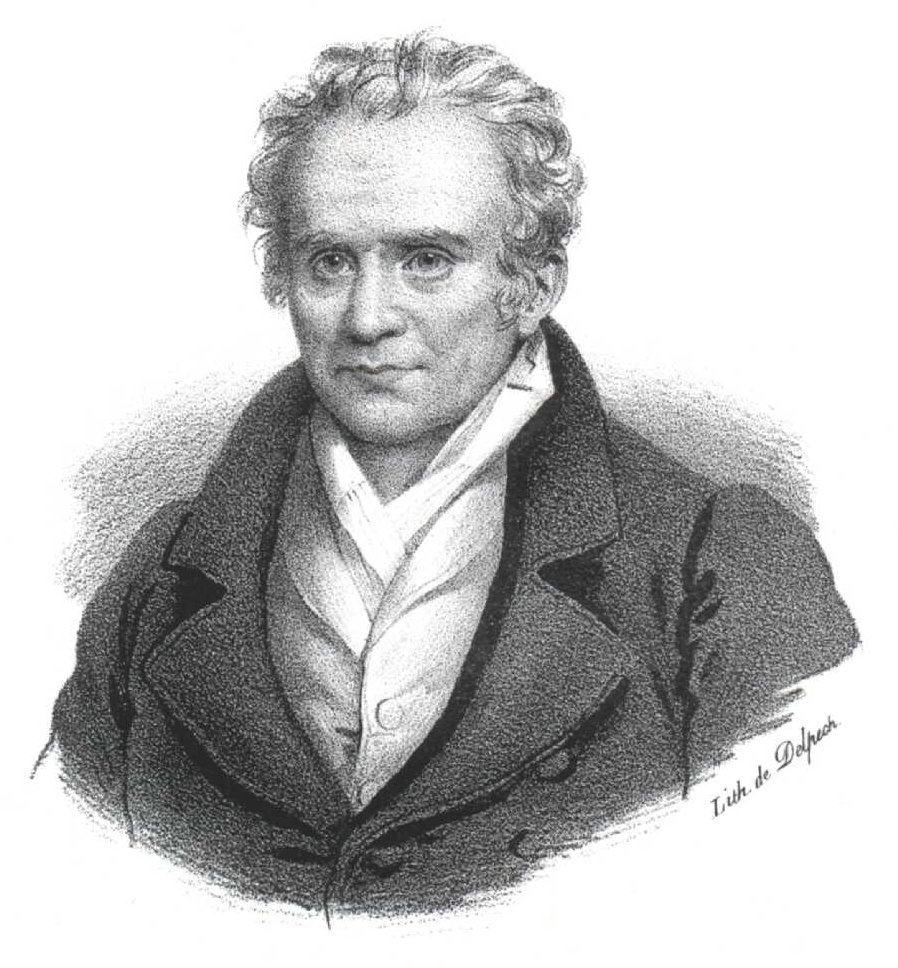
ガスパール・モンジュ
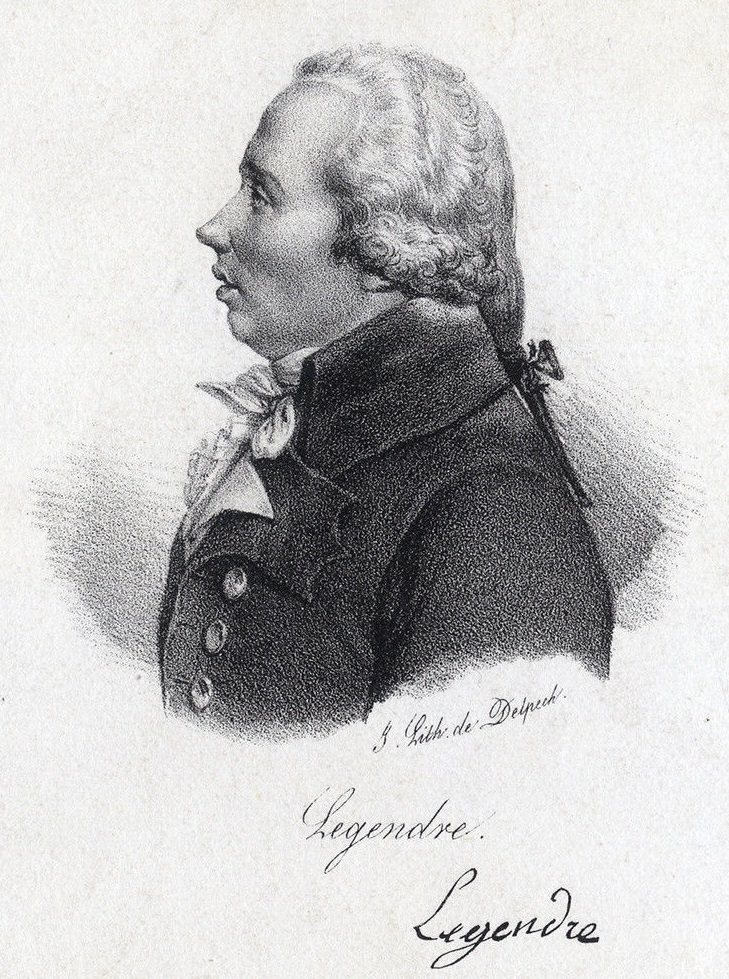
ルイ・ルジャンドル
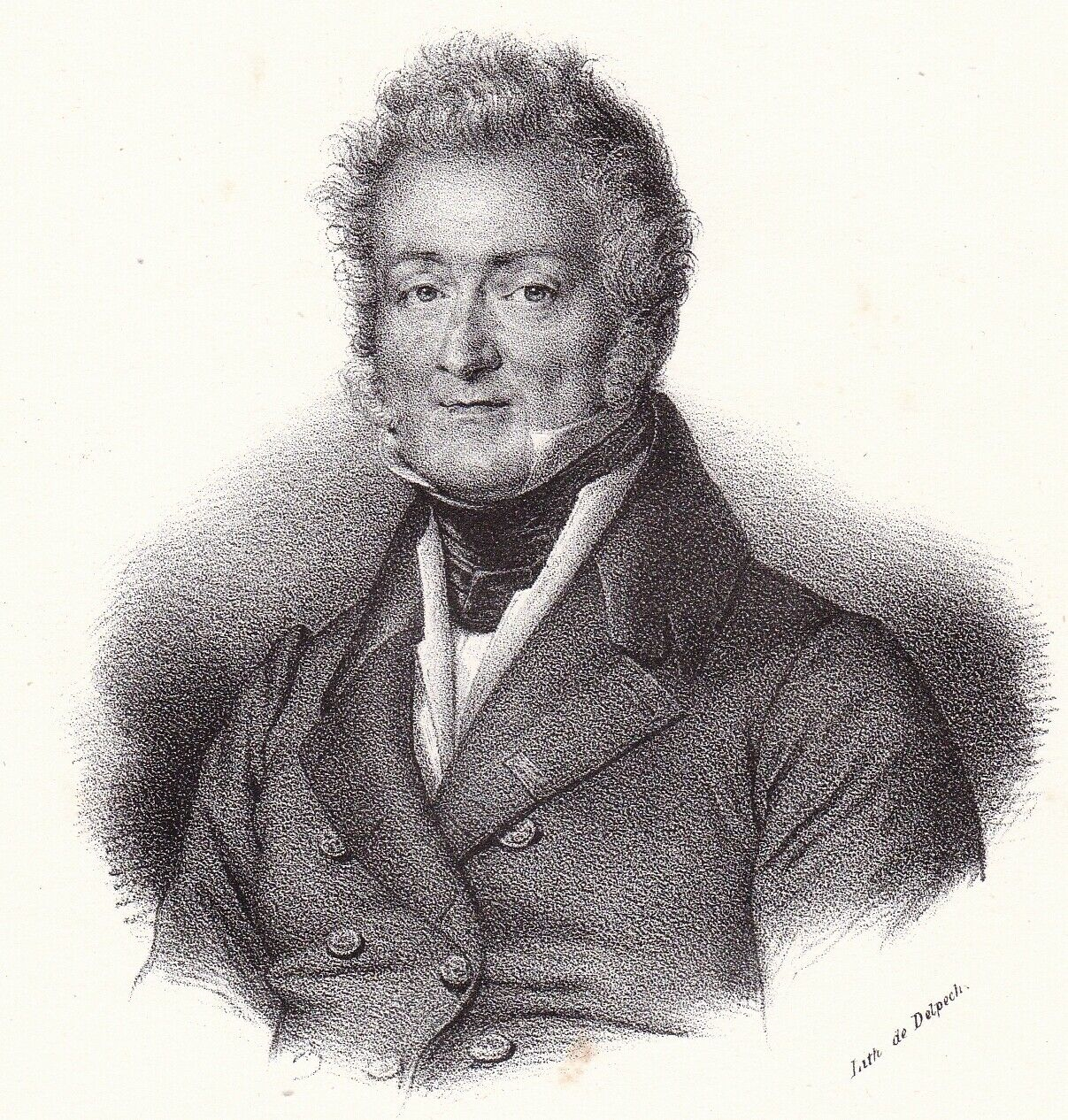
フェルディナンド・パエール
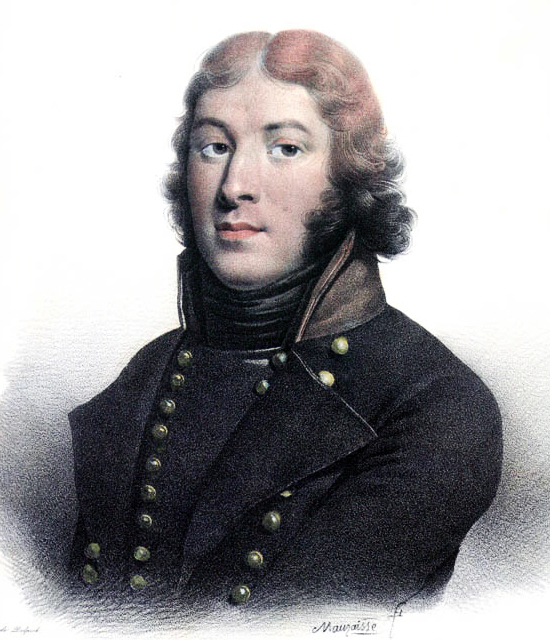
ルイ＝ラザール・オッシュ
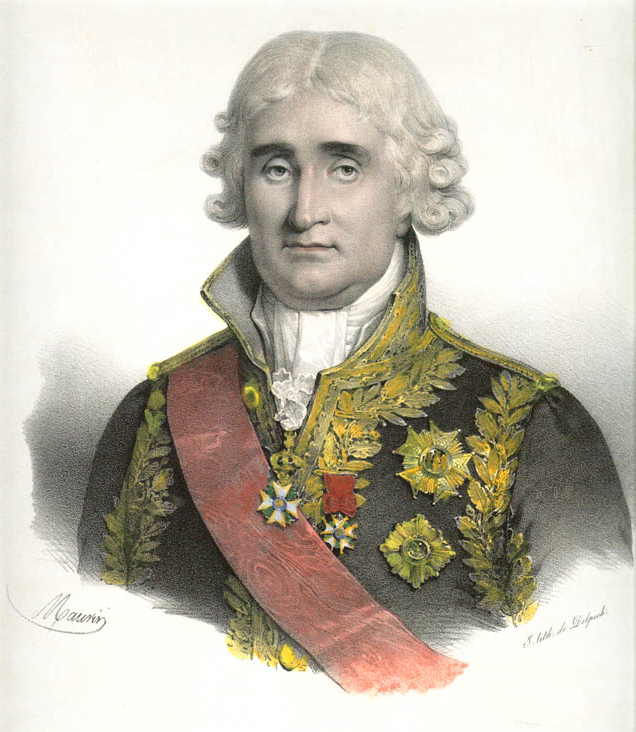
ジャン＝ジャック・レジ・ド・カンバセレス
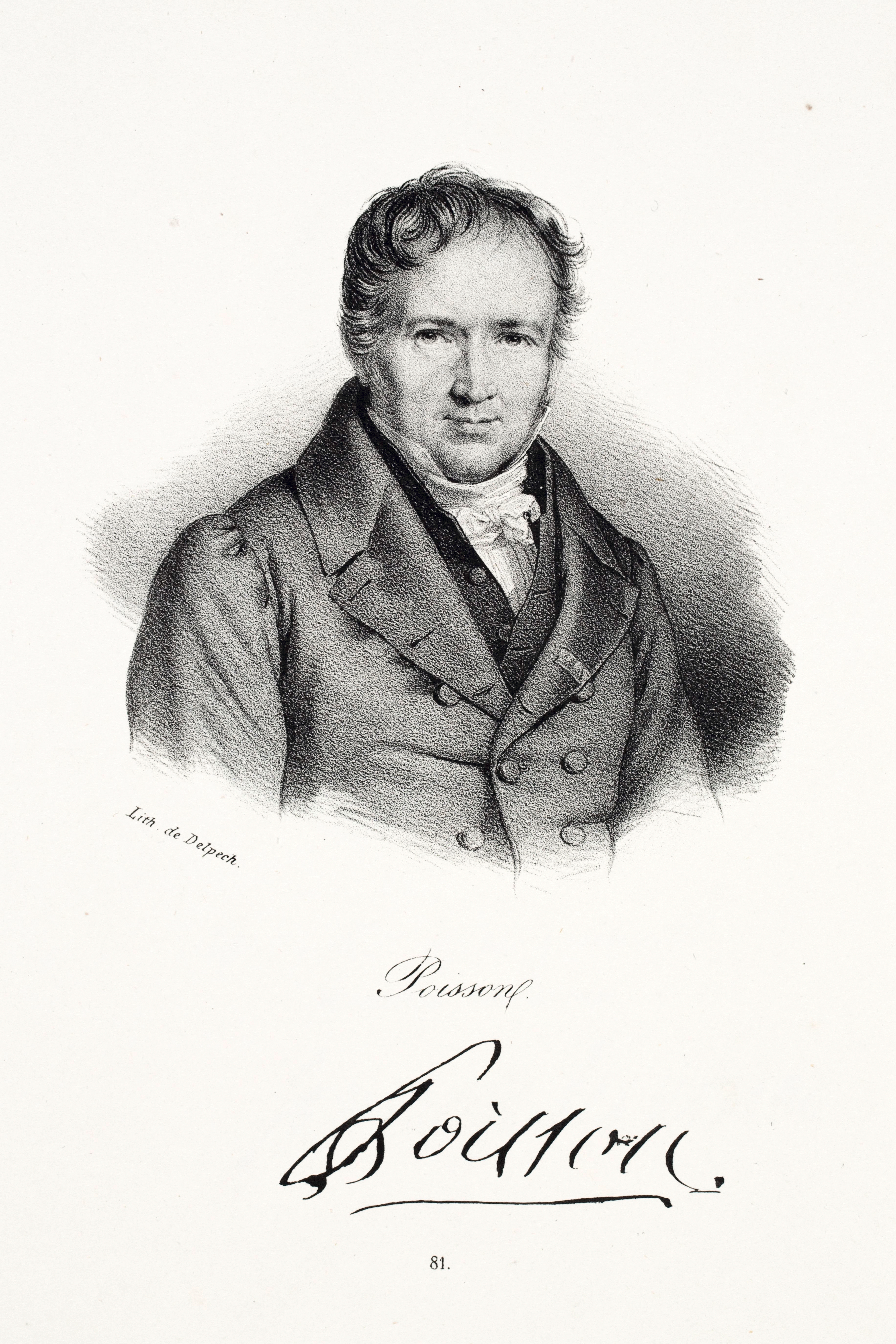
シメオン・ドニ・ポアソン
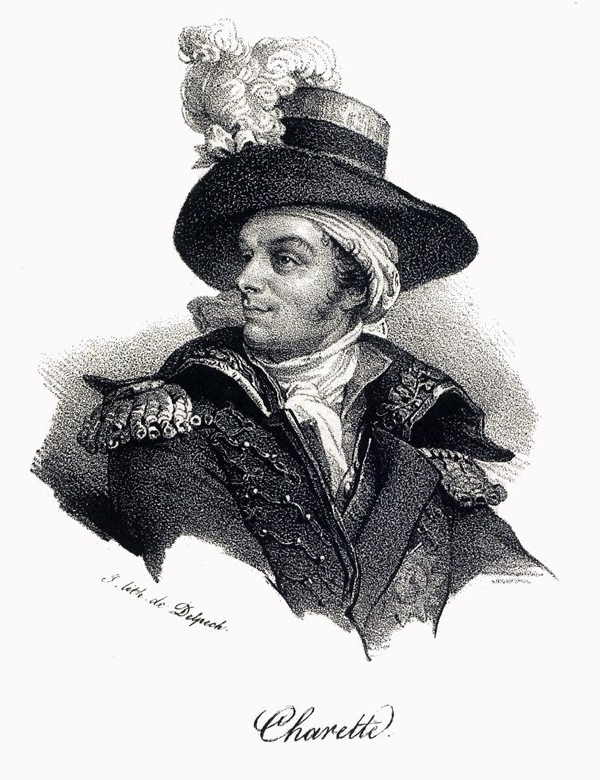
フランソワ・ド・シャレット
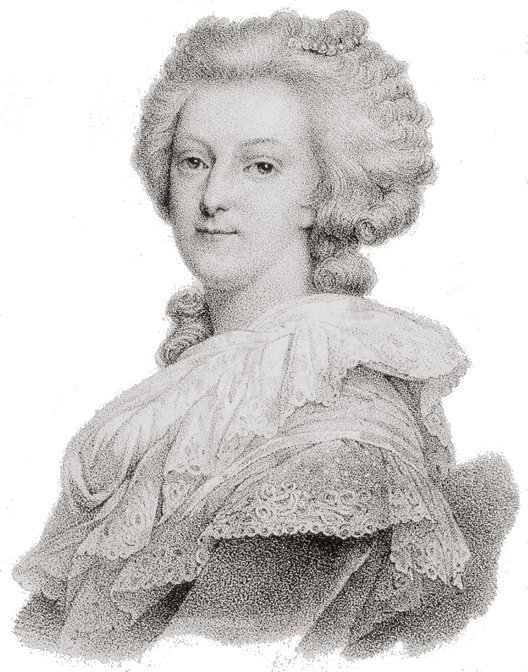
マリー・アントワネット
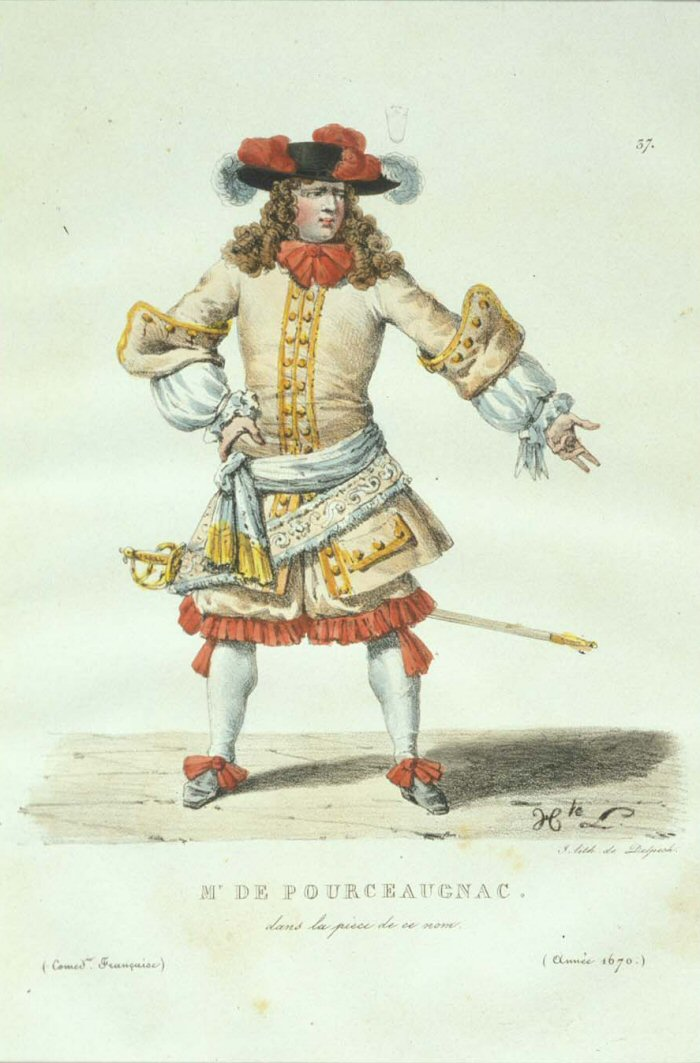
バレエ『プルソニャック氏』から
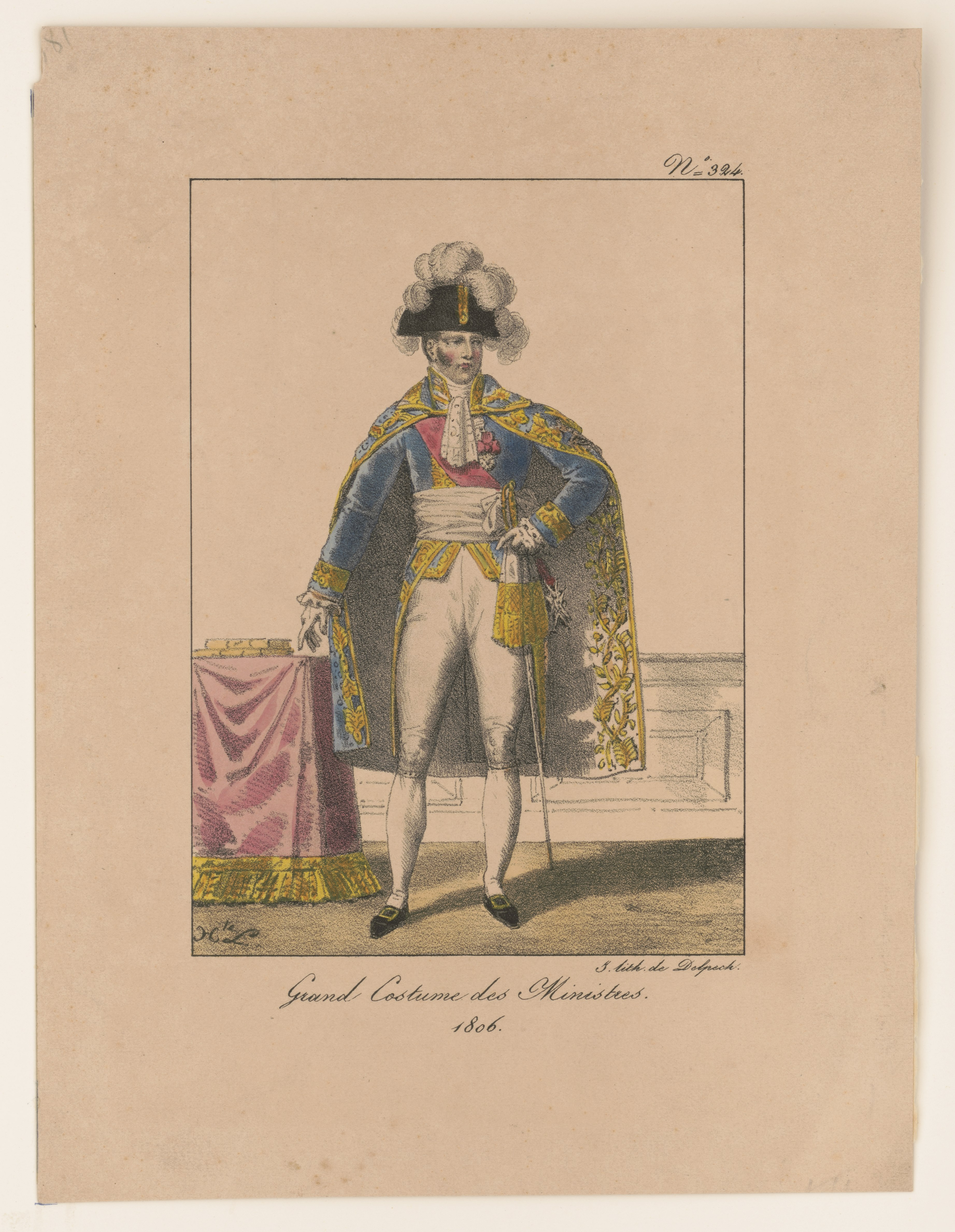
大臣の衣装